# Semana Internacional de Cine de Valladolid

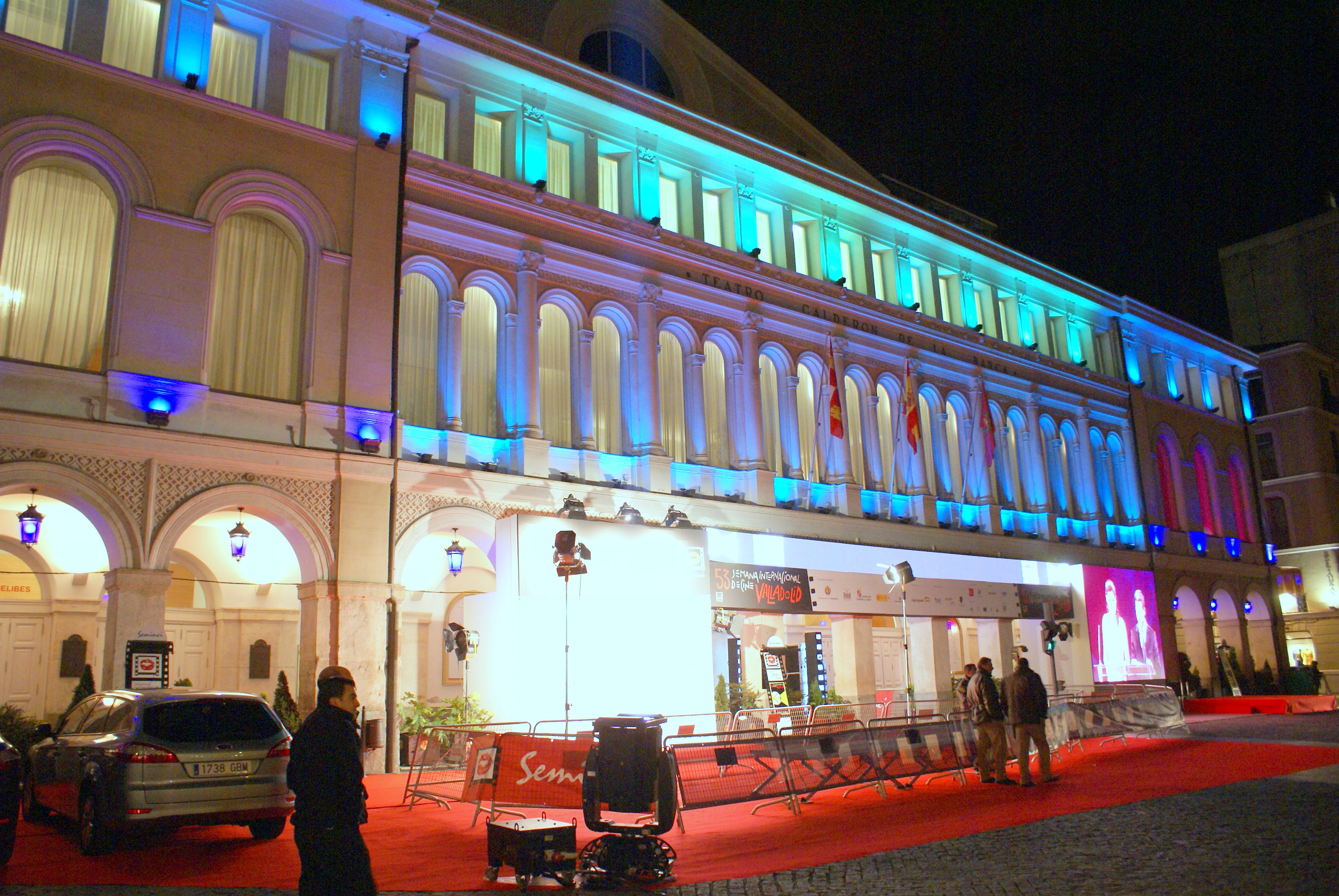
Hauptspielstätte Teatro Calderón bei der Seminci 2008

Die Semana Internacional de Cine de Valladolid (Valladolid International Film Festival), abgekürzt Seminci, ist ein in der nordwestspanischen Stadt Valladolid seit 1956 jährlich stattfindendes Filmfestival.
Bis 1959 trug es die Bezeichnung Semana Internacional de Cine Religioso, von 1960 bis 1971 Semana Internacional de Cine Religioso y de Valores Humanes und 1972 Semana Internacional de Cine de Valladolid – Valores Religioso y Humanes. Seit 1973 ist das Festival unter seinem heutigen Namen bekannt.

## Geschichte
Bis 1972 war die Seminci auf religiöse Themen spezialisiert. Berühmte Teilnehmer waren Ingmar Bergman, Luis Buñuel, François Truffaut, Andrzej Wajda, Federico Fellini, Ermanno Olmi, Sophia Loren und Yılmaz Güney.
Der Hauptpreis im internationalen Wettbewerb ist seit 1974 die Goldene Ähre, die Espiga de Oro. Daneben werden zahlreiche weitere Preise vergeben, darunter seit 1996 ein FIPRESCI-Preis.

## Preisträger der Goldenen Ähre
| Jahr | Filmtitel                                                   | Regie                                        | Land, Produktionsjahr                                                   |
| ---- | ----------------------------------------------------------- | -------------------------------------------- | ----------------------------------------------------------------------- |
| 1974 | Harold und Maude                                            | Hal Ashby                                    | USA 1971                                                                |
| 1975 | Gewalt und Leidenschaft                                     | Luchino Visconti                             | Italien 1974                                                            |
| 1976 | Das gelobte Land                                            | Andrzej Wajda                                | Polen 1974                                                              |
| 1977 | Providence                                                  | Alain Resnais                                | Frankreich, Schweiz 1977                                                |
| 1978 | Warum nicht!                                                | Coline Serreau                               | Frankreich 1977                                                         |
| 1979 | Le strelle nel fosso                                        | Pupi Avati                                   | Italien 1979                                                            |
| 1980 | Status: Orderly                                             | Kiran Kolarow                                | Bulgarien 1978                                                          |
| 1981 | Ohne Schlips und Kragen                                     | Leon Hirszman                                | Brasilien 1981                                                          |
| 1982 | Ana                                                         | Margarida Cordeiro, António Reis             | Portugal 1982                                                           |
| 1983 | Kharij – The Case Is Closed                                 | Mrinal Sen                                   | Indien 1982                                                             |
| 1984 | Der Mann, der die Blumen liebte / Racing with the Moon      | Paul Cox / Richard Benjamin                  | Australien 1983 / USA 1984                                              |
| 1985 | Ake und seine Welt                                          | Allan Edwall                                 | Schweden 1984                                                           |
| 1986 | Mona Lisa / Opfer                                           | Neil Jordan / Andrei Arsenjewitsch Tarkowski | Großbritannien 1986 / Schweden 1986                                     |
| 1987 | … und morgen war Krieg                                      | Juri Kara                                    | Sowjetunion 1987                                                        |
| 1988 | Entfernte Stimmen – Stilleben                               | Terence Davies                               | Großbritannien 1988                                                     |
| 1989 | Aviyas Sommer                                               | Eli Cohen                                    | Israel 1988                                                             |
| 1990 | Judou (Jú Dòu)                                              | Zhang Yimou, Yang Fengliang                  | Japan, China 1990                                                       |
| 1991 | Der Schätzer / Thelma & Louise                              | Atom Egoyan / Ridley Scott                   | Kanada 1991 / USA 1991                                                  |
| 1992 | Am Ende eines langen Tages / Léolo                          | Terence Davies / Jean-Claude Lauzon          | Großbritannien 1992 / Frankreich, Kanada 1992                           |
| 1993 | Die Strategie der Schnecke (La estrategia del caracol)      | Sergio Cabrera                               | Italien, Kolumbien, Frankreich 1993                                     |
| 1994 | Quer durch den Olivenhain (Zire darakhatan zeytun)          | Abbas Kiarostami                             | Frankreich, Iran 1994                                                   |
| 1995 | Paradies, Brooklyn (Someone Else's America)                 | Goran Paskaljević                            | Frankreich, Großbritannien, Deutschland, Griechenland, Jugoslawien 1995 |
| 1996 | Das Versprechen (La Promesse)                               | Jean-Pierre und Luc Dardenne                 | Belgien, Frankreich, Luxemburg 1996                                     |
| 1997 | Das süße Jenseits (The Sweet Hereafter)                     | Atom Egoyan                                  | Kanada 1997                                                             |
| 1998 | Mein Name ist Joe (My Name Is Joe)                          | Ken Loach                                    | Spanien, Italien, Frankreich, Großbritannien, Deutschland 1998          |
| 1999 | East is East                                                | Damien O’Donnell                             | Großbritannien 1999                                                     |
| 2000 | Requiem for a Dream / Die Stadt frisst ihre Kinder          | Darren Aronofsky / Robert Guédiguian         | USA 2000 / Frankreich 2000                                              |
| 2001 | Italienisch für Anfänger                                    | Lone Scherfig                                | Dänemark 2000                                                           |
| 2002 | Sweet Sixteen                                               | Ken Loach                                    | Großbritannien, Deutschland, Spanien 2002                               |
| 2003 | Osama / Crimson Gold – Blutrotes Gold                       | Siddiq Barmak / Jafar Panahi                 | Afghanistan, Niederlande, Japan, Irland, Iran 2003 / Iran 2003          |
| 2004 | Bin-Jip – Leere Häuser                                      | Kim Ki-duk                                   | Südkorea 2004                                                           |
| 2005 | Im Bett (En la cama)                                        | Matías Bize                                  | Deutschland, Chile 2005                                                 |
| 2006 | The Optimists                                               | Goran Paskaljević                            | Serbien 2006                                                            |
| 2007 | 14 Kilometer – Auf der Suche nach dem Glück (14 kilómetros) | Gerardo Olivares                             | Spanien 2007                                                            |
| 2008 | Estómago                                                    | Marcos Jorge                                 | Brasilien 2007                                                          |
| 2009 | Honeymoons                                                  | Goran Paskaljević                            | Serbien, Albanien 2009                                                  |
| 2010 | Sin retorno / Die Liebesfälscher                            | Miguel Cohan / Abbas Kiarostami              | Spanien, Argentinien 2010 / Frankreich, Iran, Italien, 2010             |
| 2011 | Hasta la vista                                              | Geoffrey Enthoven                            | Belgien 2011                                                            |
| 2012 | Les chevaux de Dieu                                         | Nabil Ayouch                                 | Marokko, Tunesien, Belgien, Frankreich 2012                             |
| 2013 | Tôkyô kazoku                                                | Yôji Yamada                                  | Japan, 2013                                                             |
| 2014 | Am Ende ein Fest (Mita Tova)                                | Tal Granit, Sharon Maymon                    | Israel, 2014                                                            |
| 2015 | Sture Böcke (Hrútar)                                        | Grímur Hákonarson                            | Island, 2015                                                            |
| 2016 | Die Überglücklichen (La pazza gioia)                        | Paolo Virzì                                  | Italien, 2016                                                           |
| 2017 | Die Nile Hilton Affäre (The Nile Hilton Incident)           | Tarik Saleh                                  | Schweden, 2017                                                          |
| 2018 | Genèse                                                      | Philippe Lesage                              | Kanada, 2018                                                            |
| 2019 | Öndög                                                       | Wang Quan’an                                 | Mongolei, 2019                                                          |